# Stanley Motor Carriage Company
A Stanley Motor Carriage Company foi uma fabricante de veículos de motor a vapor, que operou de 1902 a 1924. Os carros feitos pela companhia eram coloquialmente chamados Stanley Steamers, apesar de diversos modelos diferentes terem sido produzidos.

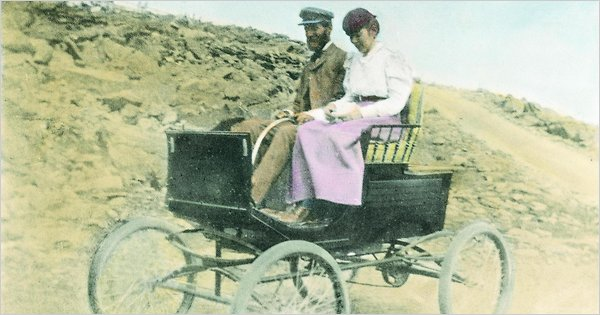
F. O. Stanley e sua esposa Flora subiram o Mount Washington em New Hampshire para gerar publicidade para sua firma.

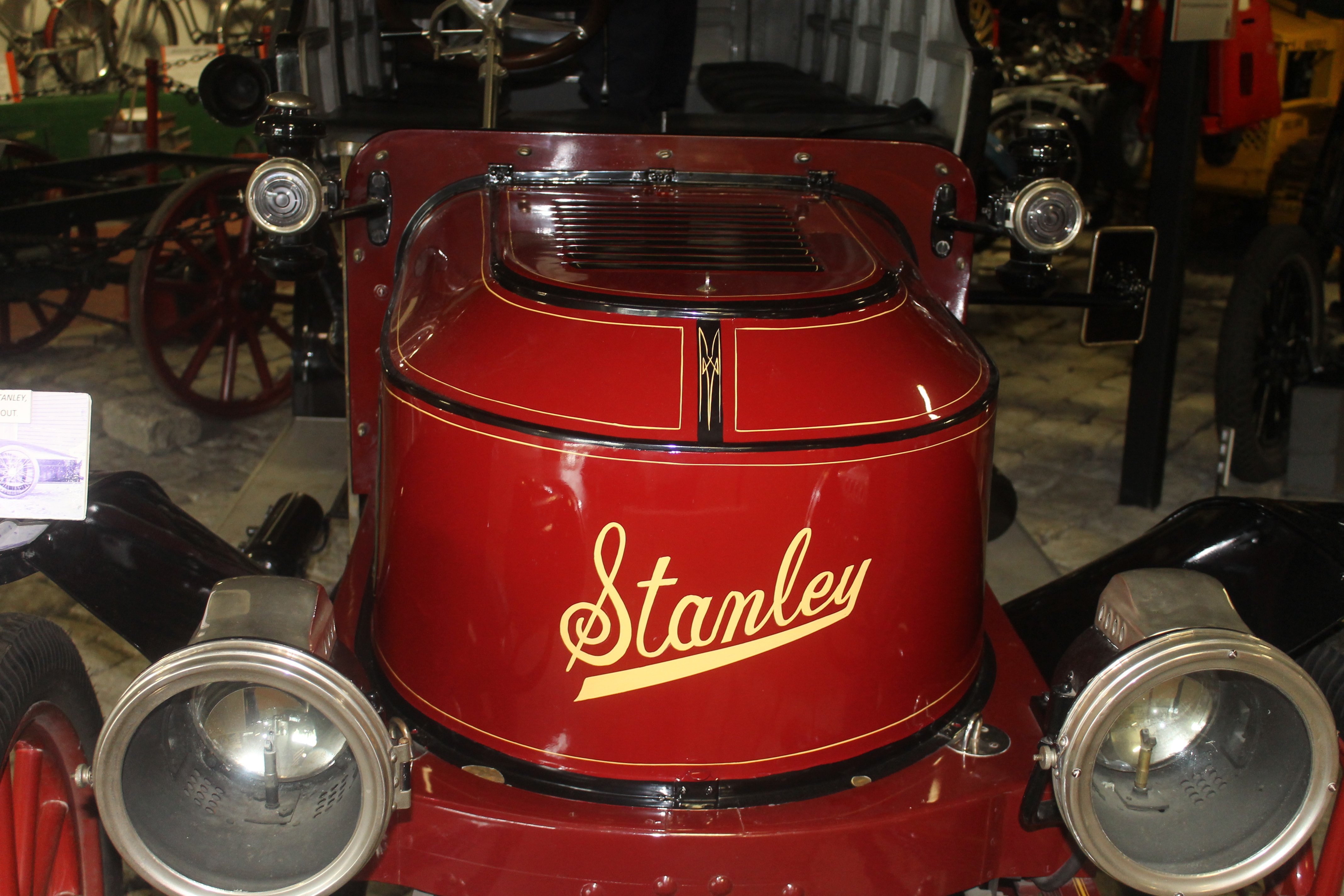
Um Stanley Steamer em exibição no Cole Land Transportation Museum, Bangor, Maine.

## Venda e fechamento
Em 1918, após a morte adicental de F.E. Stanley, F.O. Stanley vendeu a companhia para Prescott Warren. A companhia sofreu um período de declínio e estagnação tecnológica. Conforme as especificações de produção mostram, não foram produzidos modelos, após 1918, com mais potência que 20hp (15kW). Carros muito melhores estavam disponíveis a custos muito menores – por exemplo, um sedã Stanley 740D 1924 custava US$3950 (US$54.541 hoje), enquanto um Ford Model T custava menos de US$500 ($6.904 hoje). O uso ampliado de partidas elétricas em carros de combustão interna, começando em 1912, erodiu as grandes vantagens tecnológicas do carro a vapor.